# El rostre
El rostre (títol original: Face) és una pel·lícula britànica dirigida per Antonia Bird, estrenada l'any 1997. Ha estat doblada al català.

## Argument
Ray se sent envellir, i ja no creu més en els que encarnen els seus ideals socials dels anys 1980. Reorganitza un assalt amb altres antics atracadors, però la desconfiança entre els membres de l'equip fa que es desencadeni un bany de sang final. Afortunadament, hi ha l'amor de la seva vida, Connie.

## Repartiment
- Robert Carlyle: Ray
- Ray Winstone: Dave
- Lena Headey: Connie
- Steven Waddington: Stevie
- Phil Davis: Julian
- Damon Albarn: Jason
- Andrew Tiernan: Chris
- Christine Tremarco: Sarah
- Peter Vaughan: Sonny
- Hazel Douglas: Linda
- Arthur Whybrow: Bill

## Rebuda
- Premiat al Festival de cinema policíac de Cognac el 1998, amb l'homenatge de la critica (Critics Award) i el Gran Premi a favor d'Antonia Bird.
- Premiat als premis Evening Estandard British Film de 1998 al millor actor en la persona de Robert Carlyle (també per altres dos films: Carla's Song (1996) i The Full Monty (1997)).
- Premiat als premis London Critics Circle Film de 1998 al premi ALFS a l'actor britànic de l'any (British Actor of the Year) a favor de Robert Carlyle (també per altres dos altres films The Full Monty (1997) i Carla's Song (1996)).
- Crítica: "Dramàtic i cru reflex del desencantament social"[3]